# Sebestyén Ernő
Sebestyén Ernő (Budapest, 1940. július 9. –) magyar hegedűművész. Számos zenekar első koncertmestere, valamint a Müncheni Zene- és Színházi Egyetem emeritus professzora.

## Élete
Négyéves korában kezdett hegedülni, majd kilencéves korában felvételt nyert a Liszt Ferenc Zeneművészeti Főiskola rendkívüli tehetségek osztályába. A Zenei Gimnázium elvégzése után folytatta tanulmányait a Zeneművészeti Főiskolán, ahol többek között Kodály Zoltán is tanította. 1963-ban kitüntetéses hegedűművész diplomát szerzett.
1956. október 23-án, amikor iskolatársát a Magyar Rádiónál lelőtték, fegyvert ragadott és tovább küzdött, miközben édesanyja már a Kerepesi temetőben kereste a többi elesett halott gyerek között. Háromnapi harc után, legyengülten, elfáradva tért haza. 
Már tanulmányai alatt, 1959-ben tagja lett Magyar Állami Operaház zenekarának, majd 1963-tól 1970-ig koncertmesterként működött ugyanott.
Emellett 1965-től tanított a Liszt Ferenc Zeneművészeti Főiskola hegedű tanszakán. Magyarországról való kényszerű távozása előtt a Magyar Rádió Szimfonikus Zenekarának koncertmestere volt.
1971-től 1981-ig a Deutsche Oper Berlin vezető koncertmestereként tevékenykedett, egyidejűleg a Berlini Művészeti Főiskolán tanított.
1980-től 1990-ig Münchenben a Bajor Rádió Szimfonikus Zenekara vezető koncertmestere volt, emellett az augsburgi Leopold Mozart Konzervatóriumban hegedű osztályt vezetett.
1983–1999 között a Berlini Filharmonikusok művészeti vezetője volt.

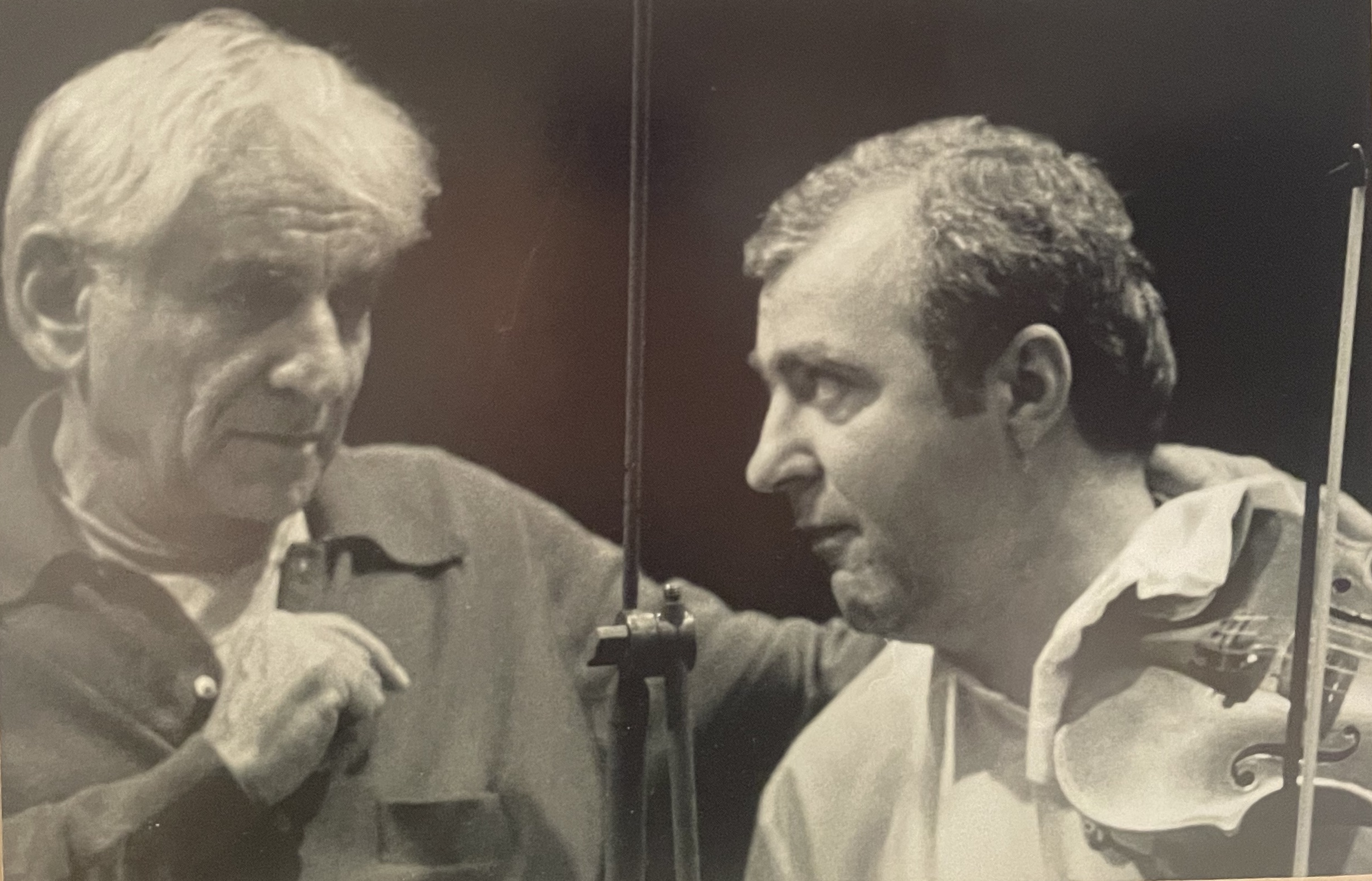
Leonard Bernstein karmester és Sebestyén Ernő koncertmester fellépés előtti egyeztetése 1983. november 14-én Budapesten

1983. november 15-én ő volt a koncertmestere Leonard Bernstein Grammy-díjas amerikai zeneszerző, zongoraművész, sztárkarmesternek, aki Budapesten, az Erkel Színházban adott nagy sikerű koncertet az általa meghívott vendégművészekkel.
1990-től 2005-ig a müncheni Zene- és Színházművészeti Főiskolán a hegedű tanszak tanszékvezető professzoraként működött.
1989-ben Magyarország Müncheni Konzulátusának felajánlásával kapta vissza a korábban elvett magyar állampolgárságát.
Szólista és kamarazenészi életútja is igen gazdag, így alapító tagja és vezetője volt a Sebestyén Kvartettnek (1966), mely Kodály Kvartett néven ma is fennáll; a Német Vonósszólisták berlini kamarazenekarnak, valamint 1983-tól – 16 éven keresztül – művészeti vezetője a Berlini Filharmonikusok Virtuóz Kamarazenekarának.
Nyugdíjazása után Magyarországra visszatérve, feleségével 2006-ban Kőszegen telepedett le, ahol abban az évben megalapította az Esterházy-zongoratriót, mely Kőszegen is folyamatosan koncertezett.
2015-ben Áder János köztársasági elnök a Magyar Érdemrend középkeresztjével tüntette ki.
2018 májusa óta a Magyar Művészeti Akadémia köztestületi tagja.
2019-ben kőszegi székhellyel megalapította a Prof. Sebestyén Ernő Komolyzenei Egyesületet a komolyzenei kultúra terjesztése, valamint saját, egyedülálló szakmai-pedagógiai tudása (Hubay-iskola) átadása céljából. 
Oktatói munkája mellett kamarazenészként és szólistaként is kiemelkedő teljesítményt nyújtott, neves karmesterekkel és zenekarokkal együttműködve Bach, Bartók, Beethoven, Brahms, Dvořák és mások hegedűversenyeinek előadásában. 
Számos klasszikus kiadó felvételén hallható és több világhírű lemezkiadó készített vele lemezfelvételeket: RCA-Victor, Teldec, Orfeo, Naxos, Capriccio. NEC, Bayer-Records, Koch-Schwann, Dabringhaus-Grimm, Calig-Verlag, Hungaroton.
Kőszegen 2016-ban a Dr. Nagy László EGYMI főépülete 3. emeletén saját koncerttermet alakított ki az akkori igazgatóval, Nagy Gáborral együttműködésben, ahol jelentős helyi, regionális és nemzetközi érdeklődéstől kísérve évente többször zajlottak koncertek, melyekről rendszeresen beszámolt a sajtó.
Az IASK Felsőbbfokú Tanulmányok Intézetével együttműködésben lépéseket tett az intézet zenei irányba való továbbfejlesztése érdekében.
A helyreállított Kőszegi Zsinagóga megnyitóján zenélt, illetve azóta több nagy sikerű koncertet is ad elő ott zenésztársaival.
Saját boraival rendszeresen részt vett a kőszegi borversenyeken, ahol több esetben díjat is nyert.
Több nemzetközi zenei verseny nyertese: 
- 1966, Genf
- 1968, Budapest
- 1969, München (ARD)
- 1972 és 1973 (Grandprix) Colmar

## Kitüntetések
- 1969: Liszt Ferenc-díj (Budapest)
- 1989: Viotti D'oro-díj (Vercelli)
- 1992: Máltai Kereszt (Genova)
- 1999: Bartók Béla-érem (Budapest)
- 2015: A Magyar Érdemrend középkeresztje (Budapest)